# Leucauge bengalensis
Leucauge bengalensis är en spindelart som beskrevs av Gravely 1921. Leucauge bengalensis ingår i släktet Leucauge och familjen käkspindlar. Inga underarter finns listade i Catalogue of Life.